# Сурмино (Дмитровский городской округ)
Сурмино — деревня в Московской области России. В рамках административно-территориального деления входит в город областного значения Дмитров. В рамках организации местного самоуправления входит в Дмитровский муниципальный округ. Население — 13 чел. (2010).

## Название
Ойконим восходит к фамилии мелких вотчинников Сурминых.

## География
Деревня расположена на севере области, в юго-восточной части района, примерно в 15 километрах на юго-восток от Дмитрова, по правому берегу реки Камарихи (левый приток Яхромы), высота центра над уровнем моря 203 метра. Ближайшие населённые пункты — Новое Гришино на юго-западе, Коверьянки и Гришино — на северо-западе.

## История
Селение в числе первых владений рода мелких вотчинников Сурминых, известных в Московском великом княжестве с XV века. Разные представители рода в XV—XVI веках были на службе митрополитов Московских, а также дмитровских князей.
До 2006 года Сурмино входило в состав Гришинского сельского округа.
С 2006 по 2018 годы в составе Сельского поселения Костинское.
В 2018—2024 годах в Дмитровском городском округе.

## Население
| 2002 | 2006 | 2010 |
| ---- | ---- | ---- |
| 25   | ↘14  | ↘13  |

## Инфраструктура
Личное подсобное хозяйство с зоной сельскохозяйственного использования, индивидуальная застройка усадебного типа. СНТ, дачи.

## Достопримечательности, памятные места
В деревне действует церковь Вознесения Господня 1837 года постройки, работы архитектора Дмитрия Борисова.

## Транспорт
Деревня доступна автотранспортом.